# 이병주 (1912년)
이병주(李炳主, 1912년 ~ 1996년 1월 6일)는 대한민국의 의사 출신 정치인이다. 제7·8·9대 국회의원을 지냈다.

## 학력
- 대구사범학교 졸업
- 독일 프랑크푸르트 대학 수학 (의학박사)

## 약력
- 대한결핵협회 이사
- 민주공화당 창당준비위원
- 민주공화당 충남제3지구당 위원장, 공주ㆍ논산지구당 위원장, 중앙위원회 부의장, 사회후생분과위원회 부위원장
- APU 제5차총회 대표
- 재단법인 성균관 이사장
- 민주공화당 정책위원회 부의장
- 국회 예산결산위원장
- 1967년 ~ 1971년 : 제7대 국회의원 (민주공화당)
- 1971년 ~ 1972년 : 제8대 국회의원 (민주공화당)
- 1973년 ~ 1979년 : 제9대 국회의원 (민주공화당)
- 1980년 : 국가보위입법회의 입법위원

## 역대 선거 결과
|  | 50.6% |

|  | 53.87% |

|  | 29.60% |